# Gryon leptocorisae
Gryon leptocorisae is een vliesvleugelig insect uit de familie van de Scelionidae. De wetenschappelijke naam van de soort is voor het eerst geldig gepubliceerd in 1885 door Howard.